# Étang de Vic
L'étang de Vic est un étang appartenant au complexe lagunaire des étangs palavasiens. Il se trouve sur la côte languedocienne entre les communes de Vic-la-Gardiole, Mireval et Villeneuve-lès-Maguelone, dans le département français de l'Hérault en région Occitanie.

## Géographie

Carte des étangs palavasiens

D'une superficie de 1339 hectares, il est séparé de la mer Méditerranée par un cordon littoral, dite plage du Lido via les lagunes des Pierres blanches et de Gâchon. Il se situe environ à mi-chemin entre Montpellier et Sète.
L'étang peut être décomposé en différents secteurs : la lagune, représentant l'essentiel de la masse d'eau, les berges nord, définissant la zone nord de l'étang, et le Lido, le cordon littoral séparant la lagune de la mer Méditerranée. Il est également souvent décomposé en deux parties distinctes séparé par le canal du Rhône à Sète : l'étang de Vic se situant au nord et l'étang des Pierres Blanches au sud de cette ligne de séparation.

### Hydrographie
L'Étang de Vic est alimenté en eau douce par plusieurs cours d'eau, d'ouest en est, en voici la liste :
- La Robine à Vic-la-Gardiole : Cette rivière prend sa source à une résurgence du Massif de la Gardiole et alimente la lagune.
- Le Ruisseau de la Canabière à Vic-la-Gardiole qui prend sa source à Mireval avant de se jeter dans l'étang.
- Le Ruisseau de la Canabière à Vic-la-Gardiole prenant sa source sur les pentes du Massif de la Gardiole à Fabrègues avant de se jeter dans l'étang.
- Le Vallat de la Bouffie à Vic-la-Gardiole : Ce cours d'eau est l'émissaire de l'Étang de l'Estagnol.

À noter qu'il existe deux ruisseaux de la Canabière.
L'Étang de Vic est aussi alimenté en eau de mer de façon permanente par le Canal du Rhône à Sète et de façon intermittente par des graus temporaires sur le Lido des Aresquiers.

## Histoire
L'aménagement du canal du Rhône à Sète traverse l'étang depuis le XVIIe siècle.

## Faune et flore
Du point de vue floristique, diverses espèces sont notables et concentrées sur les dunes du Lido (Euphorbe, Diotis…). Pour ce qui concerne la faune, des espèces migratrices, tels que canards, flamants, goélands et bécasseaux se servent de l'étang comme halte.

## Lieux d'intérêts
Aux environs immédiats de l'étang se trouvent de nombreux lieux d'intérêts : Bois des Aresquiers, Lido des Aresquiers, Vic-la-Gardiole et l'église Sainte-Léocadie de Vic-la-Gardiole, Mireval et son muscat, Villeneuve-lès-Maguelone et l'église Saint-Étienne de Villeneuve-lès-Maguelone, l'Étang d'Ingril, les étangs palavasiens.

## Protection

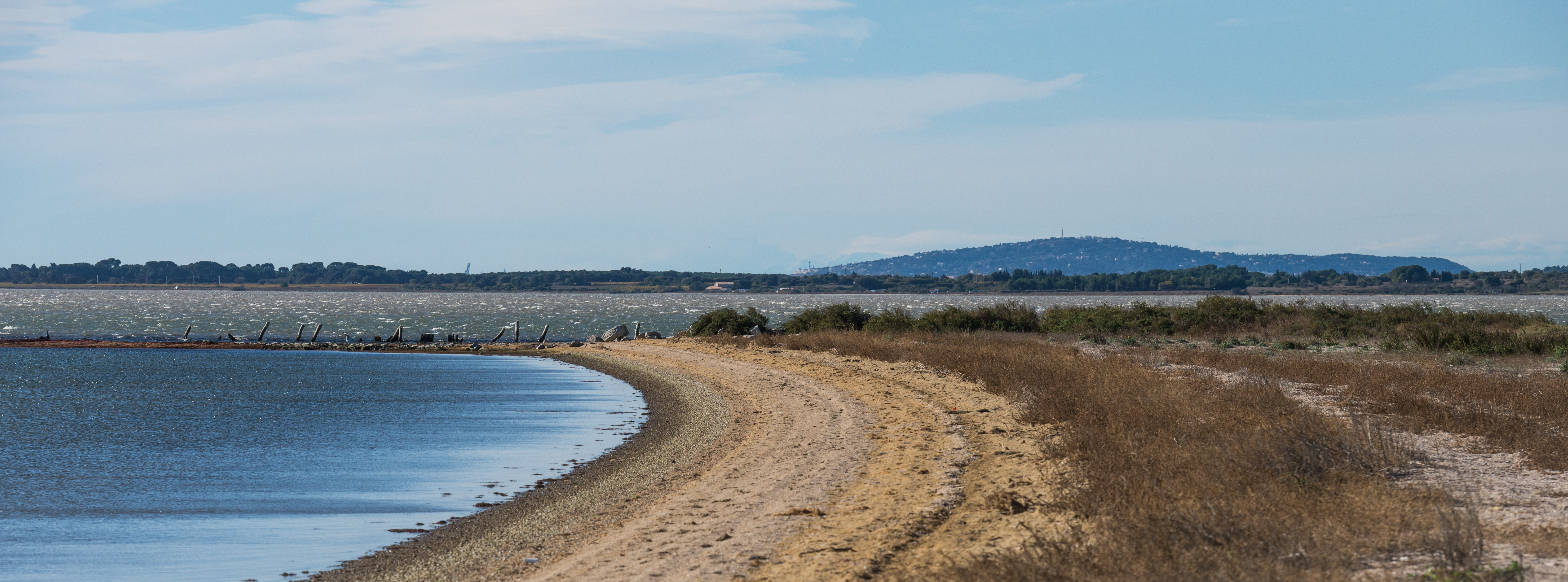
L'étang de Vic au centre

L'étang est protégé en tant que ZNIEFF sous le numéro 910030165 - Étang de Vic depuis 1979. Il est également inclus dans un site classé (avec le bois des Aresquiers, l'étang d'Ingril et l'étang de la Pierre Blanche) en 1978 pour son caractère pittoresque.